# Басок Сергій Миколайович
Сергій Басок (нар. 3 лютого 1987, Київ, Україна) — український актор театру та кіно. Відомий за головними ролями у телесеріалах «За вітриною», «Стоматолог» , «З ким поведешся», а також у повнометражному художньому фільмі «Таємна операція».
Сергій Басок народився у Києві в родині фахівців: мати — економістка, біологічний батько — технолог, який помер під час повномасштабного вторгнення Росії в Україну. Має вітчима, двох братів і сестру.
У дитинстві мріяв стати професійним футболістом. У 1996 році вступив до футбольної школи «Зміна-Оболонь» і закінчив її у 2004 році, здобувши другий дорослий розряд. Проте через серйозну травму коліна змушений був завершити спортивну кар'єру у 17 років .
Після цього вступив до Київського славістичного університету, де здобув ступінь бакалавра за спеціальністю «Економіка та підприємництво» та магістра за спеціальністю «Адміністративний менеджмент». Під час навчання працював офіціантом, барменом і помічником директора виробничого відділу.
У 2011 році став фіналістом реаліті-шоу «Маша та моделі», після чого зацікавився акторською майстерністю. Навчався на курсах у Володимира Горянського та Наталії Варлей.

Того ж року вступив до Московський інститут телебачення та радіомовлення Останкіно (МІТРО) під керівництвом режисера Володимира Мірзоева. Через політичний тиск на викладача весь курс перевели до Московської академії підприємництва при уряді Москви, де було створено новий Інститут театрального мистецтва. Там Басок продовжив навчання під керівництвом Володимира Мірзоева
.
У 2015 році закінчив навчання, захистивши дипломну виставу «Павло I». Після цього вступив до Академії кінематографічного та театрального мистецтва Нікіти Міхалкова, яку закінчив у 2016 році дипломною виставою «Метаморфози». Під час перебування в Росії працював з такими режисерами, як Микита Міхалков і Федір Бондарчук.
У 2016 році через проукраїнську позицію Сергій Басок покинув Росію і повернувся до України. Заснував стартап ShortList, спрямований на модернізацію української кіноіндустрії. Став активним учасником професійних спілок кінематографістів України. 

## Кар'єра
З 2017 року Сергій Басок активно працює в українському кіно та на телебаченні. Його проривом стала головна роль Андрія в серіалі «За вітриною» (2019), який набрав понад 14 мільйонів переглядів на YouTube.
Також зіграв головні ролі у серіалі «Стоматолог», «Таємна операція» та помітні ролі в серіалах «З ким поведешся» «Вибір матері», «Суддя» та у фільмі «Тяжіння» режисера Федора Бондарчука.
У 2022 році приєднався до лав Київської територіальної оборони під час повномасштабного вторгнення Росії в Україну.

## Фільмографія

### Повнометражні фільми
- Південний сценарій (2013-2015) — Могильник
- Петрушка (2016) — Клоун, Поліцейський
- Її звали Муму (2016) — Пара
- Тяжіння (2017) — старший лейтенант
- Мастерська (2017) —  Сергій
- Present Continuum (2019) — Зелений чоловік
- Таємна операція (2019) — Вадим

### Серіали
- Сліпа (2015) — Мілославов
- Слід (2015) — Валерій Мельник
- Кордон часу (2015) — Терещук
- Сводні долі (2015) — Пацієнт
- Ідеальний ворог (2017) — Колега Кості
- Стоматолог (2018) — Дмитро Миколайович
- За вітриною (2019) — Андрій
- Вибір матері (2019) — Георгій
- Три сестри (2019) — Молодий Андрій
- Суддя (2019) — Олексій Єріхов
- Мить украдена у щастя (2020) — Андрій
- Дільничний з ДВРЗ (2020) — Палій
- З ким поведешся (2021) — Георгій
- Маргарита (2024) — Віктор

### Короткометражні фільми
- Про війну: Медсестра (2016) — Кунц
- Неона (2016) — Голос
- Відьма (2016) — Листоноша
- Гравітація (2016) — Чоловік з книгою
- Пляж (2017) — Максим
- Don’t Like It (2022) — Водій

### Театральні роботи
- Павло I — роль Паніна
- Войцек — головна роль
- Приборкання норовливої — Гортензіо
- Метаморфози — Козачий офіцер

## Рекламні кампанії
Брав участь у міжнародних рекламних кампаніях для брендів:
- Aldi
- Samsung
- Hyundai
- Danone
- Lays

## Особисте життя
Басок Сергій не одружений. Володіє українською, російською та англійською мовами. Актор бігає вранці і займається йогою. Він вважає, що повноцінний сон, правильне харчування і фізична активність обов'язково повинні бути присутніми в житті людини.